# Grapholita pallifrontana
Grapholita pallifrontana là một loài bướm trong họ Tortricidae, phân họ Olethreutinae.
Nó được tìm thấy ở hầu hết châu Âu và Cận Đông.
Sải cánh dài khoảng 10 mm. Con trưởng thành ba từ tháng 5 đến tháng 7.